# Tom Tiffany

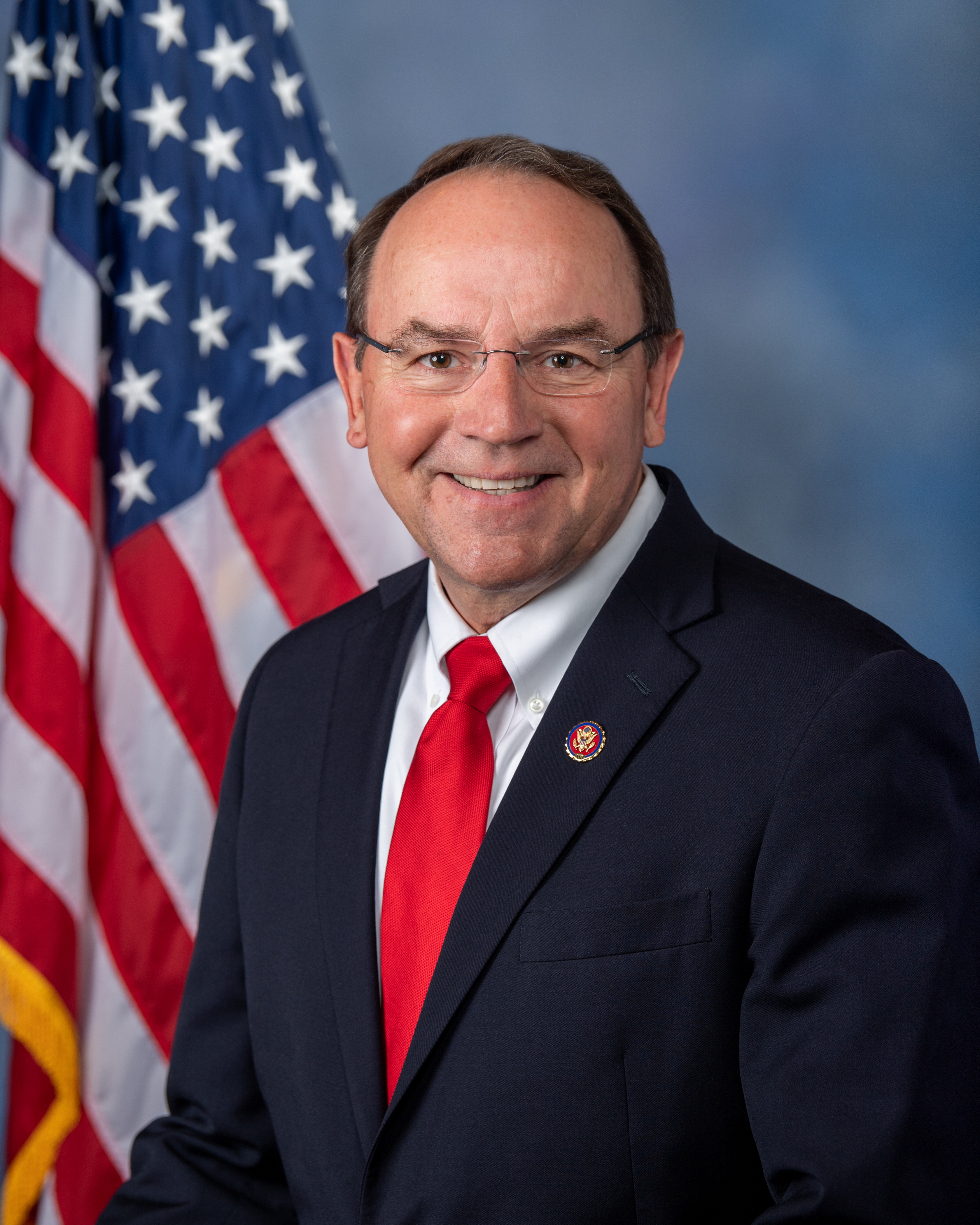
Tom Tiffany (2020)

Thomas P. Tiffany (* 30. Dezember 1957 in Wabasha, Wabasha County, Minnesota) ist ein amerikanischer Politiker der Republikanischen Partei. Seit Mai 2020 vertritt er den siebten Distrikt des Bundesstaats Wisconsin im US-Repräsentantenhaus.

## Leben
Tiffany besuchte bis 1976 die Elmwood High School in Elmwood. Danach studierte er Agrarökonomie an der University of Wisconsin in River Falls, wo er 1980 einen Bachelor of Science erhielt. Im Anschluss ging er in die Privatwirtschaft, um mehrere Firmen im Agrar- und Ölsektor zu leiten.

## Politik
2011 wurde Tiffany für die Republikanische Partei für den 35. Distrikt in die Wisconsin State Assembly gewählt. Zwei Jahre später für den 12. Wahlkreis in den Senat von Wisconsin, diesem gehörte er bis 2020 an.
Bei der Nachwahl Anfang Mai 2020 konnte er sich mit 57,1 % gegen die Demokratin Tricia Zunker durchsetzen und dem aus familiären Gründen zurückgetretenen Republikaner Sean Duffy als Abgeordneter des siebten Kongresswahlbezirk von Wisconsin nachfolgen. Seine Amtszeit begann am 19. Mai 2020. In der regulären Wahl 2020 konnte er sich mit 60,7 erneut gegen Zunker durchsetzen.
Die Primary (Vorwahl) seiner Partei für die Wahlen 2022 am 9. August konnte er mit 86,5 % für sich entscheiden. Er trat am 8. November 2022 gegen Richard Ausman von der Demokratischen Partei an und gewann mit 61,9 %. Bei der Vorwahl zur folgenden Kongresswahl 2024 hatte Tiffany keine parteiinternen Herausforderer. Gegen den Demokraten Kyle Kilbourn setzte er sich im November 2024 dann mit 63,6 % durch und wurde wiedergewählt.
Seine aktuelle, insgesamt vierte Legislaturperiode im Repräsentantenhaus des 119. Kongresses läuft noch bis zum 3. Januar 2027.

### Ausschüsse
Tiffany ist aktuell Mitglied in folgenden Ausschüssen des Repräsentantenhauses:
- Committee on Natural Resources
  - Energy and Mineral Resources
  - National Parks, Forests, and Public Lands
- Committee on the Judiciary
  - Courts, Intellectual Property, and the Internet
  - Crime, Terrorism and Homeland Security
  - Immigration and Citizenship

Außerdem ist er Mitglied in fünf Caucuses. Unter anderem gehört er dem Freedom Caucus an.